# تيريز ألبرت
تيريز ألبرت (بالفرنسية: Thérèse Albert)‏ هي ممثلة فرنسية، ولدت في 1805، وتوفيت في 1846.